# Палу
Палу (італ. Palù, вен. Pałù) — муніципалітет в Італії, у регіоні Венето, провінція Верона.
Палу розташоване на відстані близько 400 км на північ від Рима, 95 км на захід від Венеції, 19 км на південний схід від Верони.
Населення — 1258 осіб (2014).
Щорічний фестиваль відбувається 21 травня. Покровитель — святий Зенон.

## Демографія
Населення за роками:

Станом на 1 січня 2023 року в муніципалітеті офіційно проживали 183 іноземці з 18 країн, серед них 126 громадян країн Євросоюзу та 1 громадянин України.

## Сусідні муніципалітети
- Оппеано
- Ронко-алл'Адідже
- Дзевіо